# Flughafen Debrecen

i7
i11
i13
Der Flughafen Debrecen (ungarisch Debreceni nemzetközi repülőtér, IATA-Code: DEB, ICAO-Code: LHDC) ist der internationale Verkehrsflughafen der ungarischen Stadt Debrecen. Der Flughafen fertigte im Jahr 2020 122.742 Passagiere ab. Er dient seit Dezember 2015 als Basis für die ungarische Billigfluggesellschaft Wizz Air.

## Lage und Verkehrsanbindung
Der Flughafen liegt etwa fünf Kilometer südwestlich der Innenstadt von Debrecen und ist über eine Straßenanbindung erreichbar. Es verkehrt ein Flughafenbus zum Busbahnhof, der Innenstadt und einigen ausgewählten Hotels. Der Bus verkehrt einmal pro Tag und ist abgestimmt auf die Ankünfte und Abflüge der Wizz Air Flüge von und nach London-Luton und Eindhoven. Die Fahrzeit zum Stadtzentrum beträgt etwa 15 Minuten.

## Geschichte
Die erste offizielle Flugbewegung war im Jahr 1930. Während des Zweiten Weltkrieges war der Flughafen ein Stützpunkt der ungarischen Luftwaffe. Ab März 1944 lag auch eine Fliegerhorstkommandantur der deutschen Luftwaffe hier, die die ab August 1944 hier stationierten fliegenden Verbände der deutschen Luftwaffe (z. B. Teile des Kampfgeschwaders 4) unterstützte. Nach dem Zweiten Weltkrieg bis ins Jahr 1990 hatte die sowjetische Luftwaffe die Kontrolle über den Flughafen. Im Jahr 1991 ging der Flughafen an den ungarischen Staat über. Danach wurde der Flughafen ausgebaut. Bis ins Jahr 2004 investierte die Stadt Debrecen dafür 3,5 Milliarden Ungarische Forint (etwa 12 Millionen Euro). Im Jahr 2011 übernahm die Xanga Group 75 % der Besitzanteile und übernahm den Betrieb und den weiteren Ausbau des Flughafens.

## Fluggesellschaften und Ziele
| Fluggesellschaft  | Ziele                         |
| ----------------- | ----------------------------- |
| Lufthansa         | München                       |
| Wizz Air          | Larnaca, London-Luton         |
| Universal Air     | saisonal: Leipzig, Malta      |
| Corendon Airlines | saisonaler Charter: Heraklion |

## Verkehrszahlen
| Jahr | Fluggastaufkommen | Luftfracht (Tonnen) | Flugbewegungen |
| ---- | ----------------- | ------------------- | -------------- |
| 2020 | 122.742           | 0,010               | 2.142          |
| 2019 | 601.236           | -                   | 5.042          |
| 2018 | 376.041           | -                   | 3.232          |
| 2017 | 318.342           | -                   | 2.803          |
| 2016 | 284.965           | -                   | 2.541          |
| 2015 | 172.212           | 13,512              | 1.593          |
| 2014 | 145.709           | 0,115               | 1.350          |
| 2013 | 129.231           | 0,500               | 1.473          |
| 2012 | 47.746            | 6,088               | 1.437          |
| 2011 | 19.135            | 270,956             | 1.496          |
| 2010 | 24.415            | 107,020             | 1.546          |
| 2009 | 25.060            | 145,803             | 977            |
| 2008 | 42.650            | 3,770               | 2.009          |
| 2007 | 42.900            | 6,508               | 2.985          |
| 2006 | 36.939            | -                   | 3.536          |
| 2005 | 33.119            | 13,430              | 3.729          |
| 2004 | 14.476            | -                   | 2.510          |